# Maison des Loups (Charmes)
Pour les articles homonymes, voir Maison des Loups (homonymie).
La maison du Chaldron, dite la maison des Loups, est un monument historique de la ville de Charmes. Elle est inscrite aux monuments historiques de France en 1926 et en 2009.

## Histoire
La première trace écrite de cet édifice date de 1328 : elle est alors nommée « maison du chaldron »,. C'est dans cette maison que logent les seigneurs de la ville, malgré la présence d'une forteresse. Aux XVe et XVIe siècles, ces seigneurs exercent des charges militaires pour les successifs ducs de Lorraine. En effet, depuis 1285 et jusqu'en 1312, année où le duc Thiébaud II devient le seul propriétaire et seigneur de la ville, Charmes est progressivement vendue aux ducs de Lorraine.
On la nomme parfois la maison des Bassompierre, du nom de la famille qui a donné son nom au village de Bassompierre. Cependant, il ne s'agit que d'une erreur : les Bassompierre n'ont jamais possédé cette maison.
En 1537, la maison est reconstruite afin d'y inclure des façades Renaissance.
Le 20 septembre 1633 est signé le traité de Charmes, conclu entre Charles IV et le cardinal Richelieu.
Les conflits du XVIe siècle, et surtout la guerre de Trente Ans, touchent beaucoup la ville : en 1635, une partie de la maison des Loups est incendiée.
Elle se dégrade progressivement avant d'être vendue au maire Charles Luxer en 1835. La maison des Loups accueille par la suite le Café de Paris, comme on le voit sur la carte postale ci-dessous.
En 1999, elle est rachetée par la commune de Charmes : elle accueille désormais l'office du tourisme.
En 2009, elle est entièrement restaurée avec l'aide de la Fondation du patrimoine.

## Description
Les façades sur rue et le portail sur cour sont inscrits au titre des monuments historiques par arrêté du 3 mars 1926. La façade arrière côté cour, le sol de la cour, l'escalier à vis avec sa cage et les toitures sont inscrits au titre des monuments historiques par arrêté du 18 mai 2009.
Cette maison témoigne de l'architecture de le Renaissance en plusieurs points. Tout d'abord, son style épuré, qualifié d'« antique », est typique des années 1535 - 1540. La maison aurait eu des « charmantes arabesques ».
Toutes les fenêtres sont sommées d'un fronton triangulaire et encadrée de colonnes, à l'exception de la fenêtre la plus en hauteur à droite sur la façade. À l'angle du bâtiment se trouve une niche d'angle, vide. Elle devait à l'origine contenir une statue de saint Jean, à en croire l'inscription « SANCTE IOHANNES » gravée au-dessus de l'emplacement.
La maison s'appelle ainsi en raison des gouttières qui représentent des loups.

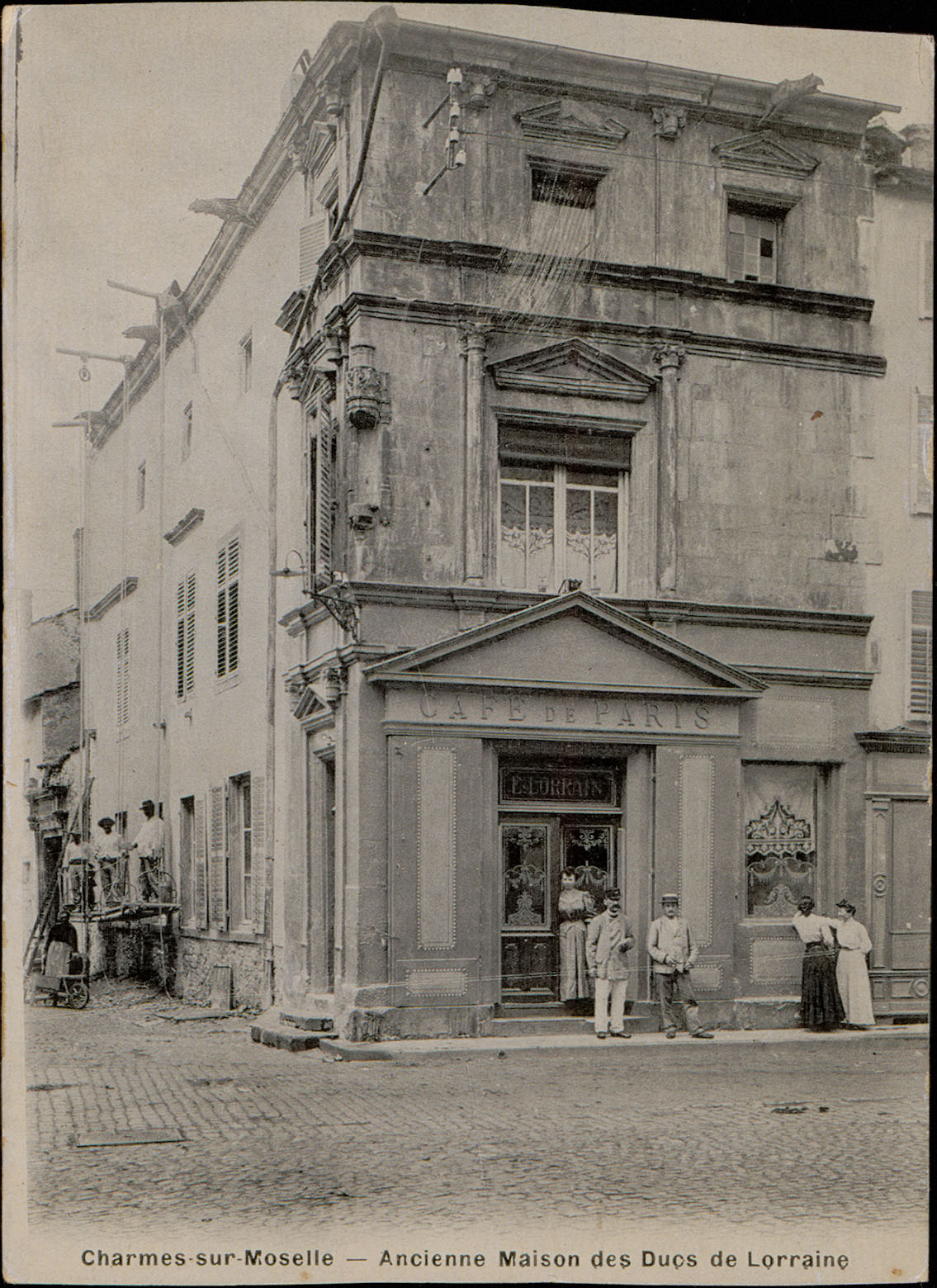
Carte postale de la Maison des Loups entre 1880 et 1945
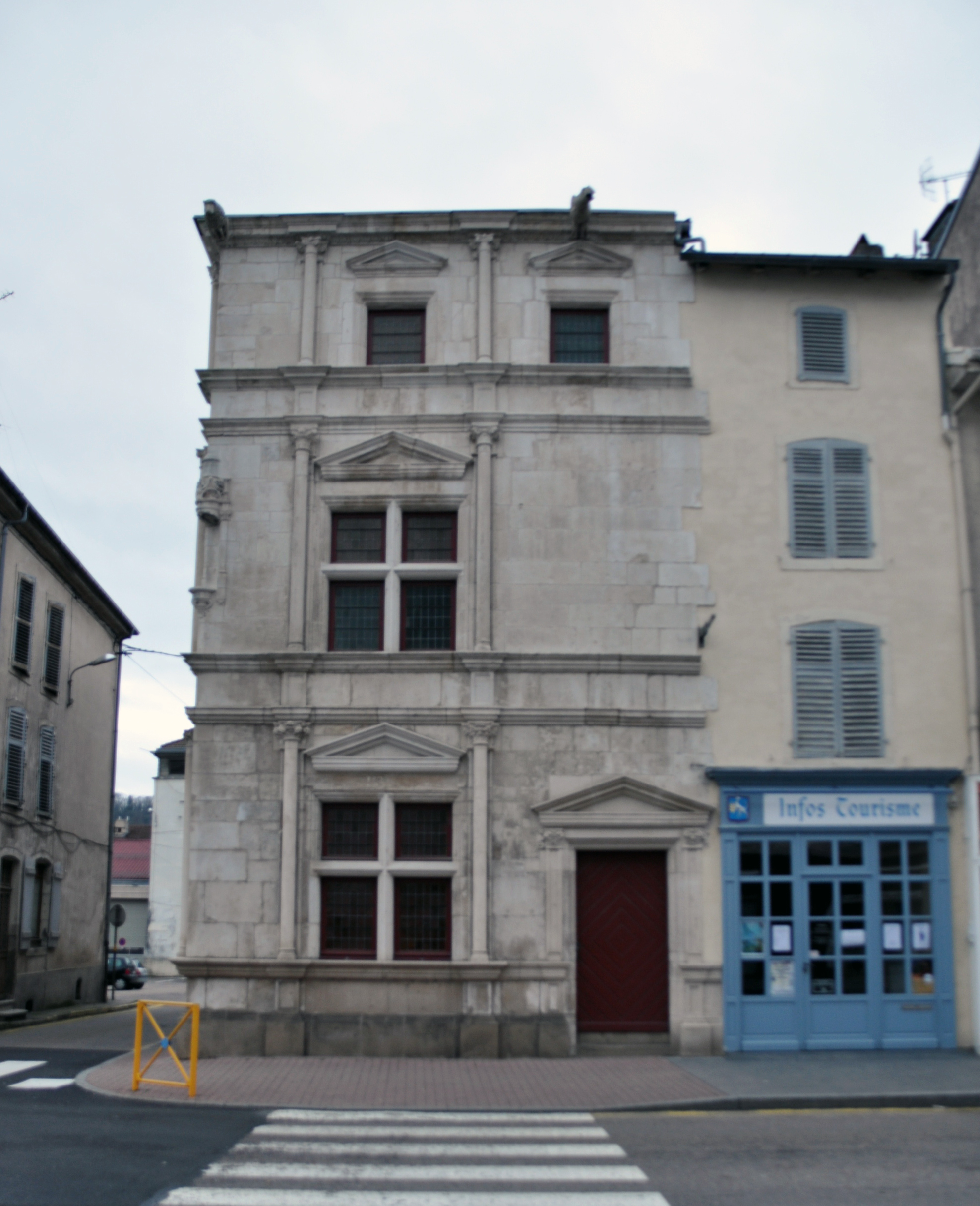
Vue de face sur la façade de la Maison des Loups en 2011